# Гиренго, Луи де
Луи де Гиренго (фр. Louis de Guiringaud), (12 октября 1911, Лимож, Франция — 15 апреля 1982, Кастельсарразен, Франция) — французский политический деятель и дипломат, министр иностранных дел в кабинете Раймона Барра с 27 августа 1976 по 29 ноября 1978.

## Биография
Его отец был офицером кавалерии и был убит в начале Первой мировой войны.
Получил высшее образование в области права и политологии. В 1938 г. был назначен атташе в Анкаре. Участвовал в движении Сопротивления режиму Виши. В 1943 г. вступил в комитет национального освобождения в Алжире, где стал начальником штаба комиссара по иностранным делам Рене Массигли. В 1944 г., поступив на службу в армию, участвовал в операции по освобождению Прованса. В феврале 1945 года был тяжело ранен в Эльзасе. Впоследствии был награждён военным орденом Почетного легиона.
В 1946 г. вернулся на дипломатическую службу в качестве первого секретаря посольства Франции в Великобритании. Затем занимал посты директора по политическим вопросам в Верховной комиссии Франции в Германии, генеральным консулом в Сан-Франциско и заместителем постоянного представителя Франции в Совете Безопасности Организации Объединенных Наций во время Суэцкого кризиса.
- 1957—1961 гг. — первый посол Франции в Гане,
- 1961—1963 гг. — директор управления МИД по делам Марокко и Туниса, заместитель Верховного представителя в независимом Алжире,
- 1963—1966 гг. — генеральный инспектор МИД по делам дипломатических и консульских учреждений,
- 1966—1972 гг. — посол в Японии,
- 1972—1976 гг. — постоянный представитель Франции при Организации Объединенных Наций,
- 1976—1978 гг. — министр иностранных дел Франции.

В апреле 1982 г. он покончил с собой, застрелившись из охотничьего ружья.